# Mychitar Manukian
Mychitar Manukian (orm. Մխիթար Մանուկյան; ros. Мхитар Размикович Манукян, Mchitar Razmikowicz Manukian; ur. 20 września 1973 w Giumri) – ormiański i kazachski zapaśnik w stylu klasycznym. Trzykrotny olimpijczyk. Reprezentant Armenii na Igrzyskach w Atlancie 1996, gdzie zajął siódme miejsce w kategorii do 62 kg. Od 1997 roku reprezentował Kazachstan. Siódmy w Sydney 2000 w kategorii 63 kg. Brązowy medalista z Aten 2004 w kategorii 66 kg.
Jako junior i kadet startował dla ZSRR. Dwa razy zdobył tytuł mistrza świata. Sześciokrotny uczestnik Mistrzostw Świata seniorów, złoty medal w 1998 i 1999, brązowy medal w 1995. Cztery występy na Mistrzostwach Europy, brązowy medalista z 1996. Srebrny medal na Igrzyskach Azjatyckich w 1998; ósmy w 2002. Cztery razy walczył w Mistrzostwach Azji, zdobył dwa złote medale w 1997 i 1999. Drugi zawodnik Igrzysk Wschodniej Azji w 1997 roku. Pierwszy w Pucharze Świata w 2003 roku.